# Cleveland International Records
Cleveland International Records is een onafhankelijk Amerikaans platenlabel dat in 1977 door Steve Popovich werd opgericht. Een van de eerste albums die onder dit label werd uitgegeven was Bat Out of Hell van Jim Steinman en Meat Loaf en die wereldwijd meer dan 34 miljoen exemplaren verkocht. Ook hebben ze albums van onder andere The Irish Rovers van B.J. Thomas uitgebracht.